# Mello de Vos van Steenwijk

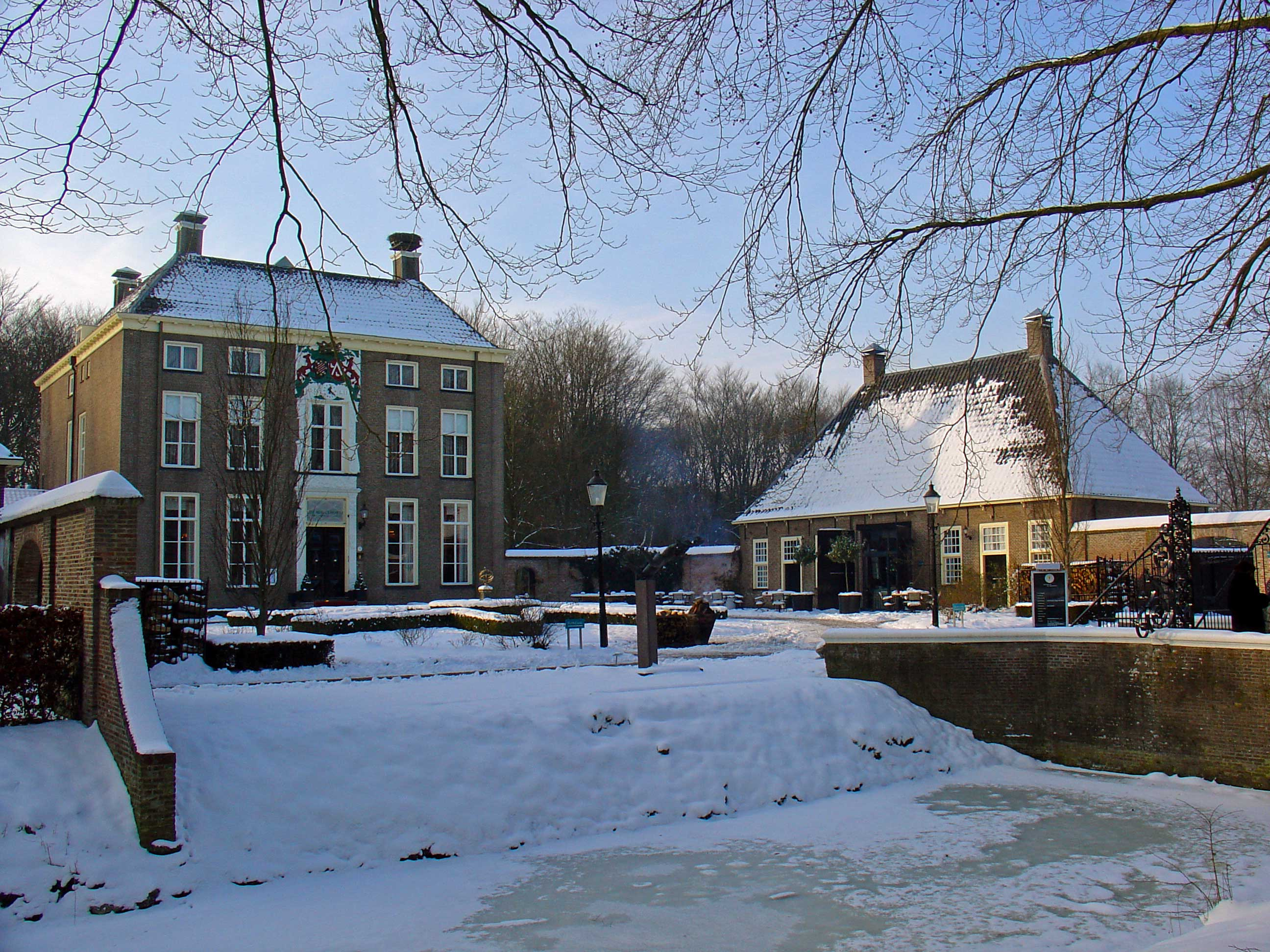
Havixhorst in de Schiphorst nabij de Wijk anno 2010

Mello baron de Vos van Steenwijk, heer van de Havixhorst (De Wijk, huis de Havixhorst, 17 september 1836 − aldaar, 18 augustus 1888) was een Nederlands burgemeester.

## Biografie
De Vos was lid van de familie  De Vos van Steenwijk en een zoon van de latere Commissaris des Konings Jan Arend Godert baron de Vos van Steenwijk (1799-1872) en Hermanna Elisabeth Backer (1801-1876). In 1866 trouwde hij met Johanna Margaretha barones Sloet tot Lindenhorst (1839-1915) uit welk huwelijk vier kinderen werden geboren. In 1865 werd hij benoemd tot burgemeester van Zuidwolde hetgeen hij tot 1873 zou blijven. Van 1875 tot 1881 was hij gemeenteraadslid en wethouder, daarna tot zijn overlijden burgemeester van zijn woonplaats De Wijk waarna hij werd opgevolgd door een verre neef. Hij was tevens van 1873 tot 1883 lid van Provinciale Staten van Drenthe